# Белкастел (Аверон)
Белкастел (фр. Belcastel) насеље је и општина у јужној Француској у региону Миди Пирене, у департману Аверон која припада префектури Родез.
По подацима из 2011. године у општини је живело 228 становника, а густина насељености је износила 21,23 становника/km². Општина се простире на површини од 10,74 km². Налази се на средњој надморској висини од 450 m (максималној 707 m, а минималној 391 m).

## Демографија
| 1962. | 1968. | 1975. | 1982. | 1990. | 1999. | 2011. |
| ----- | ----- | ----- | ----- | ----- | ----- | ----- |
| 279   | 280   | 266   | 249   | 245   | 251   | 228   |

График промене броја становника у току последњих година